# Hamana dictitoria
Hamana dictitoria är en insektsart som beskrevs av Gibson 1919. Hamana dictitoria ingår i släktet Hamana och familjen dvärgstritar. Inga underarter finns listade i Catalogue of Life.